# 2008年の鉄道
2008年の鉄道（2008ねんのてつどう）とは、2008年（平成20年）に起こった鉄道関係の出来事をまとめたページである。
2007年の鉄道 - 2008年の鉄道 - 2009年の鉄道

## 出来事の一覧

### 1月
- 1月1日
  - 韓国鉄道公社
    - （延伸開業） 長項線 長項駅(新) - 群山駅(新) - 大野駅 (15.2km)
    - （路線編入） 長項線←群山線 大野駅 - 益山駅
    - （路線名改称） 群山貨物線 ← 群山線
    - （駅名改称） 長項貨物駅 ← 長項駅(旧)、群山貨物駅 ← 群山駅(旧)
    - （駅移設） 長項駅、群山駅 (長項線)
    - （駅廃止） 鶴城駅、仙掌駅、舟橋駅 (長項線)

  - 大邱広域市地下鉄公社
    - （駅名改称） 七星市場駅 ← 七星駅 (大邱地下鉄1号線)
- 1月10日
  - 小田急電鉄・京王電鉄・京成電鉄・京浜急行電鉄・埼玉高速鉄道・相模鉄道・首都圏新都市鉄道・新京成電鉄・西武鉄道・多摩都市モノレール・東京急行電鉄・東京地下鉄・東京都交通局・東京臨海高速鉄道・東武鉄道・東葉高速鉄道・箱根登山鉄道・北総鉄道・舞浜リゾートライン・ゆりかもめ・横浜高速鉄道・横浜市交通局
    - パスネット販売終了。

  - 釜山交通公社
    - （延伸開業） 釜山地下鉄2号線 湖浦駅 - 梁山駅 (7.9km)
    - （新駅開業） 南梁山駅、梁山駅 (釜山地下鉄2号線)
- 1月16日
  - 京都市交通局
    - （延伸開業） 東西線 二条駅 - 太秦天神川駅 (2.4km)
    - （新駅開業） 西大路御池駅、太秦天神川駅（東西線）

### 2月
- 2月20日
  - 台湾鉄路管理局
    - （新駅開業） (臨)南科駅（縦貫線 善化駅 - 新市駅間）
- 2月22日
  - 横浜市交通局
    - 「マリンカード」「Yカード」販売終了。

### 3月
- 3月1日
  - 東海旅客鉄道
    - （TOICA導入） 東海道本線 函南駅 - 二川駅

  - 西日本旅客鉄道
    - 「ICOCA」の「PASPY」利用可能路線での片利用開始。

  - 十和田観光電鉄（旧） - 新旧分離方式により全事業を十和田観光電鉄（新）に承継。
    - （路線承継） 十和田観光電鉄線 三沢駅 - 十和田市駅 (14.7km)

  - 十和田観光電鉄（新） - 十和田観光電鉄（旧）から全事業を承継。
    - （社名変更） 十和田観光電鉄（新） ← とうてつ
    - （路線承継） 十和田観光電鉄線 三沢駅 - 十和田市駅 (14.7km)

  - 広島電鉄
    - （PASPY導入） 白島線 八丁堀停留場 - 白島停留場
- 3月9日
  - 西日本旅客鉄道
    - （複線化） (旧)俊徳道信号場 - 正覚寺信号場（片町線(貨物支線)）
    - （信号場新設） 正覚寺信号場（片町線(貨物支線) (旧)俊徳道信号場 - 平野駅間）
    - （信号場廃止） 俊徳道信号場（片町線(貨物支線)）

  - 高雄捷運股份有限公司
    - （新線開業） 紅線 橋頭駅 - 小港駅
    - （新駅開業） 橋頭駅、橋頭糖廠駅、青埔駅、都会公園駅、後勁駅、楠梓加工区駅、油廠国小駅、世運駅、左営駅、生態園区駅、巨蛋駅、凹子底駅、後驛駅、高雄駅、中央公園駅、三多商圏駅、獅甲駅、凱旋駅、前鎮高中駅、草衙駅、高雄国際機場駅、小港駅（高雄捷運紅線）
- 3月14日
  - 小田急電鉄・京王電鉄・京成電鉄・京浜急行電鉄・埼玉高速鉄道・相模鉄道・首都圏新都市鉄道・新京成電鉄・西武鉄道・多摩都市モノレール・東京急行電鉄・東京地下鉄・東京都交通局・東京臨海高速鉄道・東武鉄道・東葉高速鉄道・箱根登山鉄道・北総鉄道・ゆりかもめ・横浜高速鉄道・横浜市交通局
    - 「パスネット」の自動改札機での使用を終了。

  - 名古屋鉄道
    - （トランパス導入） 尾西線 五ノ三駅・町方駅 - 上丸渕駅
- 3月15日
  - 東日本旅客鉄道
    - （東京近郊区間拡大・Suica導入） 常磐線 日立駅 - 高萩駅
    - （東京近郊区間拡大・Suica導入） 日光線 宇都宮駅 - 日光駅
    - （新潟近郊区間拡大・Suica導入） 信越本線 長岡駅 - 東三条駅
    - （新潟近郊区間拡大・Suica導入） 磐越西線 五泉駅 - 新津駅
    - （Suica導入） 羽越本線 新津駅 - 新発田駅
    - （Suica導入） 弥彦線 弥彦駅 - 東三条駅
    - （新駅開業） 越谷レイクタウン駅（武蔵野線・南越谷駅 - 吉川駅間）

  - 西日本旅客鉄道
    - （路線開業） おおさか東線 放出駅 - 久宝寺駅 (9.2km)
    - （新駅開業） 高井田中央駅、JR河内永和駅、JR俊徳道駅、JR長瀬駅、新加美駅（おおさか東線）
    - （新駅開業） 梶栗郷台地駅（山陰本線 安岡駅 - 綾羅木駅間）
    - （新駅開業） 須磨海浜公園駅（山陽本線(JR神戸線) 鷹取駅 - 須磨駅間）
    - （新駅開業） はりま勝原駅（山陽本線 英賀保駅 - 網干駅間）
    - （新駅開業） 西川原駅（山陽本線 高島駅 - 岡山駅間）
    - （新駅開業） 和木駅（山陽本線 大竹駅 - 岩国駅間）
    - （新駅開業） (臨)婦中鵜坂駅（高山本線 速星駅 - 西富山駅間）
    - （新駅開業） 島本駅（東海道本線(JR京都線) 山崎駅 - 高槻駅間）
    - （駅名改称） 大津京駅 ← 西大津駅、おごと温泉駅 ← 雄琴駅（湖西線）
    - （路線廃止） 片町線（貨物支線） 放出駅 - 八尾駅 (10.4km)

  - 四国旅客鉄道
    - （新駅開業） 小村神社前（土佐二の宮）駅（土讃線 波川駅 - 日下駅間）

  - 九州旅客鉄道
    - （新駅開業） 歓遊舎ひこさん駅（日田彦山線 添田駅 - 豊前桝田駅間）
    - （駅名改称） 福工大前駅 ← 筑前新宮駅（鹿児島本線）

  - 日本貨物鉄道
    - （第二種鉄道事業開業） 伊勢鉄道伊勢線 河原田駅 - 津駅 (22.3km)

  - 近江鉄道
    - （新駅開業） スクリーン駅（多賀線 高宮駅 - 多賀大社前駅間）

  - 万葉線
    - （新駅開業） 末広町停留場（高岡軌道線 高岡駅前停留場 - 片原町停留場間）
- 3月18日
  - 東日本旅客鉄道・西日本旅客鉄道
    - 「Suica」「ICOCA」の電子マネー機能相互利用開始。
- 3月28日
  - 京福電気鉄道
    - （新駅開業） 嵐電天神川駅（嵐山本線 山ノ内駅 - 蚕ノ社駅間）
- 3月29日
  - 東日本旅客鉄道・東海旅客鉄道・西日本旅客鉄道
    - 「Suica」「ICOCA」と「TOICA」の電子マネー機能以外の相互利用開始。

  - 東日本旅客鉄道
    - 「Suica」の仙台・新潟エリアで「PASMO」との相互利用開始。
- 3月30日
  - 東京都交通局
    - （新線開業） 日暮里・舎人ライナー 日暮里駅 - 見沼代親水公園駅 (9.7km)
    - （新駅開業） 日暮里駅、西日暮里駅、赤土小学校前駅、足立小台駅、扇大橋駅、高野駅、江北駅、西新井大師西駅、谷在家駅、舎人公園駅、舎人駅、見沼代親水公園駅（日暮里・舎人ライナー）

  - 横浜市交通局
    - （新線開業） グリーンライン 中山駅 - 日吉駅 (13.0km)
    - （新駅開業） 中山駅、川和町駅、都筑ふれあいの丘駅、北山田駅、東山田駅、高田駅、日吉本町駅、日吉駅（グリーンライン）
    - （路線愛称使用開始） ブルーライン ← 1号線・3号線（ただし正式使用前から公式HP、旅客案内等で使用。）

### 4月
- 4月1日
  - 日本貨物鉄道
    - （第二種鉄道事業廃止） 紀勢本線 鵜殿駅 - 紀伊佐野駅 (10.0km)

  - 茨城交通
    - （路線譲渡） 湊線 勝田駅 - 阿字ヶ浦駅 (14.3km)
    - （駅譲渡） 勝田駅、日工前駅、金上駅、中根駅、那珂湊駅、殿山駅、平磯駅、磯崎駅、阿字ヶ浦駅（湊線）

  - ひたちなか海浜鉄道
    - （路線譲受） 湊線 勝田駅 - 阿字ヶ浦駅 (14.3km)
    - （駅譲受） 勝田駅、日工前駅、金上駅、中根駅、那珂湊駅、殿山駅、平磯駅、磯崎駅、阿字ヶ浦駅（湊線）

  - 秩父鉄道
    - （駅名改称） 和銅黒谷駅 ← 黒谷駅（秩父本線）

  - 三木鉄道
    - （路線廃止） 三木線 厄神駅 - 三木駅 (6.6km)
    - （駅廃止） 厄神駅、国包駅、宗佐駅、下石野駅、石野駅、西這田駅、別所駅、高木駅、三木駅（三木線）

  - 岡山電気軌道
    - （駅名改称） 西川緑道公園停留場 ← 西川駅（東山本線）

  - 島原鉄道
    - （路線廃止） 島原鉄道線 島原外港駅 - 加津佐駅 (35.3km)
    - （駅廃止） 秩父が浦駅、安徳駅、瀬野深江駅、深江駅、布津新田駅、布津駅、堂崎駅、蒲河駅、有家駅、西有家駅、龍石駅、北有馬駅、常光寺前駅、浦田観音駅、原城駅、有馬吉川駅、東大屋駅、口之津駅、白浜海水浴場前駅、加津佐駅（島原鉄道線）
- 4月11日
  - 福島交通
    - 東京地方裁判所に会社更生法適用を申請。

  - 光州広域市都市鉄道公社
    - （延伸開業） 光州都市鉄道1号線 尚武駅 - 平洞駅
    - （新駅開業） 金大中コンベンションセンター駅、空港駅、松汀公園駅、松汀里駅、道山駅、平洞駅（光州都市鉄道1号線）

### 5月
- 5月18日
  - 西日本鉄道
    - （nimoca導入） 甘木線 宮の陣駅 - 甘木駅
    - （nimoca導入） 太宰府線 西鉄二日市駅 - 太宰府駅
    - （nimoca導入） 天神大牟田線 西鉄福岡（天神）駅 - 大牟田駅

### 6月
- 6月1日
  - 西日本旅客鉄道
    - （直轄化） 岡山支社 ← 津山鉄道部・備中鉄道部
    - （直轄化） 米子支社 ← 出雲鉄道部
    - （組織統合） せとうち地域鉄道部 ← 府中鉄道部
    - （組織統合） 北陸地域鉄道部 ← 富山鉄道部
    - （組織統合） 福井地域鉄道部 ← 越前大野鉄道部
- 6月14日
  - 東京地下鉄
    - （新線開業） 副都心線 池袋駅 - 渋谷駅 (8.9km)
    - （新駅開業） 雑司が谷駅、西早稲田駅、東新宿駅、北参道駅（副都心線）
    - （接続駅開業） 要町駅（副都心線 小竹向原駅 - 池袋駅間）
    - （接続駅開業） 千川駅（副都心線 小竹向原駅 - 池袋駅間）
    - （共用開始） 副都心線 和光市駅 - 小竹向原駅 (8.3km)
    - （路線編入・改称） 副都心線←有楽町線新線
    - （駅名改称） 池袋駅←新線池袋駅（副都心線。正式名称は開業時から池袋駅）

  - 東京都交通局
    - （駅名改称） 都電雑司ヶ谷停留場 ← 雑司ヶ谷駅（都電荒川線）
- 6月15日
  - 西日本旅客鉄道
    - （路線移設） 境線 大篠津町駅 - 中浜駅 (2.1km。米子空港滑走路延伸のため)
    - （駅移設） 米子空港駅（境線）
    - （駅名改称） 大篠津町駅 ← 御崎口駅、米子空港駅 ← 大篠津駅（境線）
- 6月20日
  - ソウル特別市都市鉄道公社
    - （営業再開） 麻谷駅（5号線 松亭駅 - 鉢山駅間。開業以来営業休止となっていた。）
- 6月22日
  - 東京急行電鉄
    - （延伸） 目黒線 武蔵小杉駅 - 日吉駅
- 6月29日
  - 西日本旅客鉄道
    - （高架化） 奈良駅（関西本線(大和路線)）

  - 名古屋鉄道
    - （新駅開業） 南桜井駅（西尾線・桜井駅 - 米津駅間）
    - （駅名改称） 堀内公園駅 ← 碧海堀内駅、桜井駅 ← 碧海桜井駅（西尾線）
    - （トランパス導入） 竹鼻線 柳津駅
    - （トランパス導入） 西尾線 福地駅 - 吉良吉田駅

### 7月
- 7月19日
  - 北京市地鉄運営
    - （新線開業） 8号線オリンピック支線 森林公園南門駅 - 北土城駅
    - （新線開業） 10号線 勁松駅 - 巴溝駅
    - （新線開業） 機場線 北京首都国際空港3号ターミナル駅 - 東直門駅

### 8月
- 8月1日
  - （会社名変更） 流鉄 ← 総武流山電鉄
  - （路線名変更） 流山線 ← 総武流山線
- 8月9日
  - いすみ鉄道
    - （新駅開業） 城見ヶ丘駅（いすみ線 上総中川駅 - 大多喜駅間）

### 9月
- 9月1日
  - 弘南鉄道
    - （駅名改称） 聖愛中高前駅←城南駅、弘前学院大前駅←西弘前駅（大鰐線）
- 9月5日
  - 日本貨物鉄道
    - （路線廃止） 鹿児島本線（貨物支線） 門司港駅 - 外浜駅 (0.9km)
    - （駅廃止） 外浜駅（鹿児島本線(貨物支線)）
- 9月14日
  - 高雄捷運股份有限公司
    - （新線開業） 橘線 西子湾駅 - 大寮駅
    - （新駅開業） 西子湾駅、塩埕埔駅、市議会駅、美麗島駅、信義国小駅、文化中心駅、五塊厝駅、技撃館駅、衛武営駅、鳳山西駅、鳳山駅、大東駅、鳳山国中駅、大寮駅（高雄捷運橘線）

  - （新駅開業） 美麗島駅（高雄捷運紅線）

### 10月
- 10月1日
  - 大山観光電鉄
    - （駅名改称） 大山ケーブル駅 ← 追分駅、大山寺駅 ← 不動前駅、阿夫利神社駅 ← 下社駅（大山鋼索線）

  - 筑豊電気鉄道
    - （駅名改称） 希望が丘高校前駅 ← 土手ノ内駅（筑豊電気鉄道線）

  - （会社名変更） 大邱都市鉄道公社 ← 大邱広域市地下鉄公社
- 10月18日
  - 西日本旅客鉄道
    - （新駅開業） 桂川駅（東海道本線(JR京都線) 西大路駅 - 向日町駅間）
- 10月19日
  - 京阪電気鉄道
    - （新線・第二種鉄道事業開業） 中之島線 中之島駅 - 天満橋駅 (3.0km)
    - （新駅開業） 中之島駅、渡辺橋駅、大江橋駅、なにわ橋駅（中之島線）
    - （駅名改称） 神宮丸太町駅 ← 丸太町駅（鴨東線）
    - （駅名改称） 清水五条駅 ← 五条駅、祇園四条駅 ← 四条駅（京阪本線）

  - 中之島高速鉄道
    - （第三種鉄道事業開業） 京阪中之島線 中之島駅 - 天満橋駅 (3.0km)
- 10月25日
  - 北海道旅客鉄道
    - （Kitaca導入） 札沼線 桑園駅 - 北海道医療大学駅
    - （Kitaca導入） 千歳線 沼ノ端駅 - 白石駅・南千歳駅 - 新千歳空港駅
    - （Kitaca導入） 函館本線 小樽駅 - 岩見沢駅
    - （Kitaca導入） 室蘭本線 苫小牧駅 - 沼ノ端駅

### 12月
- 12月15日
  - 韓国鉄道公社
    - （電化・複線化） 長項電鉄線 （1号線） 天安駅 - 温陽温泉駅
    - （新駅開業） 鳳鳴駅、双龍駅（長項電鉄線）
- 12月25日
  - 明知鉄道
    - （新駅開業） 極楽駅（明知線 飯羽間駅 - 岩村駅間）

  - 台北大衆捷運公司
    - （延伸開業） 南港線 昆陽駅 - 南港駅
    - （新駅開業） 南港駅 (南港線)
- 12月28日
  - 名古屋鉄道
    - （路線廃止） モンキーパークモノレール線 犬山遊園駅 - 動物園駅 (1.2km)
    - （駅廃止） 成田山駅、動物園駅（モンキーパークモノレール線）

  - 高千穂鉄道
    - （路線廃止） 高千穂線 槇峰駅 - 高千穂駅 (20.9km)（2005年9月6日以来台風14号被害のため休止していた。）
    - （駅廃止） 槇峰駅、日向八戸駅、吾味駅、日之影温泉駅、影待駅、深角駅、天岩戸駅、高千穂駅（高千穂線）

  - 大連公交客運集団金馬快軌運営分公司
    - （路線開業） 大連快軌3号線金州支線 (14.3km)
    - （新駅開業） 通世泰駅、鴻瑋瀾山駅、東山路駅、和平路駅、十九局駅、九里駅（大連快軌3号線金州支線）
- 12月29日
  - 韓国鉄道公社
    - （複線化） 中央線（中央電鉄線） 八堂駅 - 菊秀駅間
    - （新駅開業） 雲吉山駅（中央電鉄線（中央線） 八堂駅 - 両水駅間）
    - （駅廃止） 陵内信号場（中央線 八堂駅 - 両水駅間）
    - （駅名改称） 衿川区庁駅 ← 始興駅（京釜線）

## 主なダイヤ改正

### 1月
- 1月1日
  - 韓国鉄道公社
    - 群山線の通勤列車の運行を廃止。
- 1月16日
  - 京都市交通局・京阪電気鉄道
    - 京津線の一部列車が東西線太秦天神川駅まで延長運転。

### 3月
- 3月15日
  - 北海道旅客鉄道・東日本旅客鉄道・東海旅客鉄道・西日本旅客鉄道・四国旅客鉄道・九州旅客鉄道・日本貨物鉄道
  - 愛知環状鉄道
    - 愛知環状鉄道線新豊田駅 - 三河豊田駅間にシャトル列車を運行開始。

  - 名古屋鉄道
- 3月22日
  - 西日本鉄道
    - 天神大牟田線のスピードアップ。

### 5月
- 5月15日
  - 台湾鉄路管理局
    - 太魯閣号、区間快車 （通勤電車）を増発 （台湾鉄道、5月15日にダイヤ大改正）。
    - 莒光号と復興号の運行本数を大幅削減。

### 6月
- 6月14日
  - 西武鉄道
  - 東武鉄道
    - 東上本線でラッシュ時にTJライナーが運転開始。
- 6月22日
  - 埼玉高速鉄道
  - 東京急行電鉄
  - 東京地下鉄
  - 東京都交通局
- 6月29日
  - 西日本旅客鉄道
  - 名古屋鉄道

### 8月
- 8月31日
  - 北海道旅客鉄道
    - （さよなら運転） 「まりも」
    - 道内完結の夜行列車が消滅。

### 10月
- 10月19日
  - 京阪電気鉄道
    - 中之島線開通に伴う京阪線ダイヤ改定。

### 12月
- 12月1日
  - 三岐鉄道
    - 北勢線
- 12月27日
  - 名古屋鉄道
  - 名古屋市交通局

## 災害・不通・事故・事件など

### 1月
- 1月16日
  - 島原鉄道
    - （事故） 島原鉄道線 第274号踏切（西有家駅 - 龍石駅）で、踏切装置故障により列車と軽自動車が衝突。同踏切は2006年11月に故障して以降修理を施されていなかった。なお同踏切は同年4月1日廃止区間に含まれていたため、廃止日まで保安要員を配置して対処した。

### 2月
- 2月12日
  - 島原鉄道
    - 前月の事故及び島原鉄道線内の他の踏切の違法改造により、国土交通省九州運輸局から安全確保に関する事業改善命令発令。
- 2月23日
  - 東日本旅客鉄道
    - （事故） 東北本線（宇都宮線） 尾久駅構内で、乗務員訓練中の試運転列車が脱線。
- 2月24日
  - 湘南モノレール
    - （事故） 江の島線 西鎌倉駅で、停止現示の出発信号機を冒進した下り列車が同駅分岐器に衝突。ノイズにより誤作動を起こした制御装置が、乗務員のブレーキ操作にもかかわらず全くそれを認識できなくなったことが要因とされる。

### 3月
- 3月9日
  - 近畿日本鉄道
    - （事故） 名古屋線 津新町駅 - 南が丘駅走行中のアーバンライナーが、踏切で無免許・飲酒運転の乗用車と衝突（近鉄特急アーバンライナー列車踏切事故）。
- 3月23日
  - 東日本旅客鉄道
    - （事件） 常磐線 荒川沖駅構内及び駅周辺で通り魔殺傷事件発生（土浦連続殺傷事件）。
- 3月25日
  - 西日本旅客鉄道
    - （事件） 岡山駅在来線ホームで旅客が線路に突き落とされ死亡する事件発生（岡山駅突き落とし事件）。
- 3月27日
  - 東日本旅客鉄道
    - （事件） 東海道本線に乗務中のグリーンアテンダント（日本レストランエンタプライズ(NRE)所属）に対する暴行・強姦未遂事件発生（JR東日本電車内・乗務員連続暴行事件）

### 4月
- 4月2日
  - 東日本旅客鉄道
    - （事件） 東海道本線に乗務中のグリーンアテンダントがトイレで強姦される事件発生（JR東日本電車内・乗務員連続暴行事件）。
- 4月10日
  - 東日本旅客鉄道
    - （災害） 中央本線（中央線快速） 国分寺変電所で火災発生。ダイヤ乱れが終日発生したため、国土交通省関東運輸局から鉄道の安全・安定輸送の確保について警告文書が発出。
- 4月28日
  - 中華人民共和国鉄道部済南鉄路局
    - （事故） 膠済線王村駅付近で脱線した下り列車に上り列車が衝突（山東省列車衝突事故）。

### 7月
- 7月18日
  - 東京地下鉄
    - 副都心線開業後の混乱及び7月16日に発生した半蔵門線 半蔵門駅構内での車両トラブルにより、国土交通省関東運輸局から安全・安定輸送に対する取り組みの強化について警告文書が発出。

### 8月
- 8月12日
  - 近畿日本鉄道
    - （事故） 鈴鹿線三日市駅構内列車火災事故
- 8月28日
  - 京王電鉄
    - （災害・事故・不通） 高尾線 高尾駅 - 高尾山口駅（大雨による土砂崩れが原因の脱線事故発生のため）
- 8月30日
  - 京王電鉄
    - （運転再開） 高尾線 高尾駅 - 高尾山口駅（8月28日の脱線事故のため不通だった）

### 9月
- 9月8日
  - 東日本旅客鉄道
    - （事故） 青梅線 青梅駅 - 東青梅駅の踏切で、普通列車が踏切内で立ち往生していたトラックと衝突（青梅線踏切事故）。

### 12月
- 12月15日
  - 東京地下鉄・東京都交通局
    - （災害・不祥事） 東京メトロ南北線・都営地下鉄三田線 白金高輪駅の折り返し線で発煙。側溝に大量に捨てられていた煙草の吸殻が原因。

## 鉄道車両

### 運転開始・運転終了・さよなら運転

#### 6月
- 6月14日
  - 西武鉄道
    - （運転開始） 6000系（東京メトロ副都心線 池袋駅 - 渋谷駅）

  - 東京地下鉄
    - （運転開始） 7000系・10000系（副都心線 池袋駅 - 渋谷駅）

  - 東武鉄道
    - （運転開始） 9000系・9050系・50070系（東京メトロ副都心線 池袋駅 - 渋谷駅）
- 6月22日
  - 埼玉高速鉄道
    - （運転開始） 2000系（東急目黒線 武蔵小杉駅 - 日吉駅）

  - 東京急行電鉄
    - （運転開始） 3000系・5080系（目黒線 武蔵小杉駅 - 日吉駅）

  - 東京地下鉄
    - （運転開始） 9000系（東急目黒線 武蔵小杉駅 - 日吉駅）

  - 東京都交通局
    - （運転開始） 6300形（東急目黒線 武蔵小杉駅 - 日吉駅）

#### 8月
- 8月1日
  - 上田電鉄
    - （運転開始） 1000系（別所線 上田駅 - 別所温泉駅）
- 8月30日
  - 札幌市交通局
    - （さよなら運転） 6000形

#### 9月
- 9月11日
  - 東京地下鉄
    - （運転開始） 07系（千代田線 綾瀬駅 - 代々木上原駅。12月まで）

#### 10月
- 10月18日
  - 京阪電気鉄道
    - （定期運転終了）1900系

#### 11月
- 11月1日
  - 叡山電鉄
    - （さよなら運転）デオ600形
- 11月27日
  - 東京地下鉄
    - （運転開始） 07系（常磐緩行線 綾瀬駅 - 取手駅。12月まで）
- 11月30日
  - 西日本旅客鉄道
    - （定期運転終了） 0系（山陽新幹線・博多南線 新大阪駅 - 博多駅 - 博多南駅）

#### 12月
- 12月6日
  - 西日本旅客鉄道
    - （さよなら運転） 0系（新大阪駅 → 博多駅）
- 12月13日
  - 西日本旅客鉄道
    - （さよなら運転） 0系（広島駅 - 博多駅）
- 12月14日
  - 西日本旅客鉄道
    - （さよなら運転） 0系（新大阪駅 - 博多駅）

  - 伊豆急行
    - （さよなら運転） 200系
- 12月20日
  - 京阪電気鉄道
    - （さよなら運転） 1900系（京阪本線 淀屋橋駅 → 三条駅）
- 12月23日
  - 錦川鉄道
    - （さよなら運転）NT2000形（岩徳線・錦川清流線 岩国駅 - 川西駅 - 錦町駅）
- 12月27日
  - 名古屋鉄道
    - （運転終了） MRM100形（モンキーパークモノレール線 犬山遊園駅 - 動物園駅）

### 新系列・新形式
- 東日本旅客鉄道
  - キハE120形気動車
- 西日本旅客鉄道
  - キハ122・127系気動車

- 西武鉄道
  - 30000系電車
- 東京急行電鉄
  - 6000系電車
- 横浜市交通局
  - 10000形電車
- 相模鉄道
  - 11000系電車
- 名古屋鉄道
  - 5000系電車
  - 4000系電車
- 南海電気鉄道
  - 8000系電車
- 京阪電気鉄道
  - 3000系電車
- 神戸電鉄
  - 6000系電車

- 豊橋鉄道
  - T1000形電車

- 韓国鉄道公社
  - 319000系電車
  - 321000系電車

- 高雄捷運公司
  - 高運量電車（モジュラー・メトロ）

### 譲渡形式
- 上田電鉄←東京急行電鉄
  - 1000系電車
- 伊豆箱根鉄道←西武鉄道
  - 1300系電車

### 消滅形式
- 三木鉄道
  - ミキ300形気動車
- 京阪電気鉄道
  - 初代3000系電車
  - 1900系電車
- 西日本旅客鉄道
  - 0系新幹線
- 札幌市交通局
  - 6000形電車
- 土佐電気鉄道
  - 300形電車（2代目）
  - 533形電車
- 東京急行電鉄
  - 8000系電車

### 受賞
- ブルーリボン賞：東海旅客鉄道・西日本旅客鉄道　N700系新幹線電車
- ローレル賞：東日本旅客鉄道　E721系電車・仙台空港鉄道　SAT721系電車、東日本旅客鉄道　キハE200形気動車